# Климатолит
Климатоли́т — основная таксономическая единица региональных климатостратиграфических подразделений — представляет собой совокупность горных пород, сформировавшихся за время одного климатического полуритма интенсивного похолодания (криомер) или потепления (термомер), проявленного в региональном масштабе. В средних широтах он отвечает ледниковью или межледниковые, в тропическом поясе — влажному (плювиал) или сухому (арид) климату.

## Описание
Климатолитам, как правило, соответствуют ступени Общей стратиграфической шкалы и региональные горизонты верхней части разреза отложений четвертичной системы.
Два смежных по разрезу климатолита, охватывающие климатический ритм (потепление + похолодание), могут быть выделены как дополнительное подразделение — надгоризонт региональной схемы или климаторитм.
Климатолит должен иметь стратотип, который может быть ареальным.
В качестве геохронологического эквивалента климатолита употребляются термины «криохрон» и «термохрон».